# الإسلام في الأردن

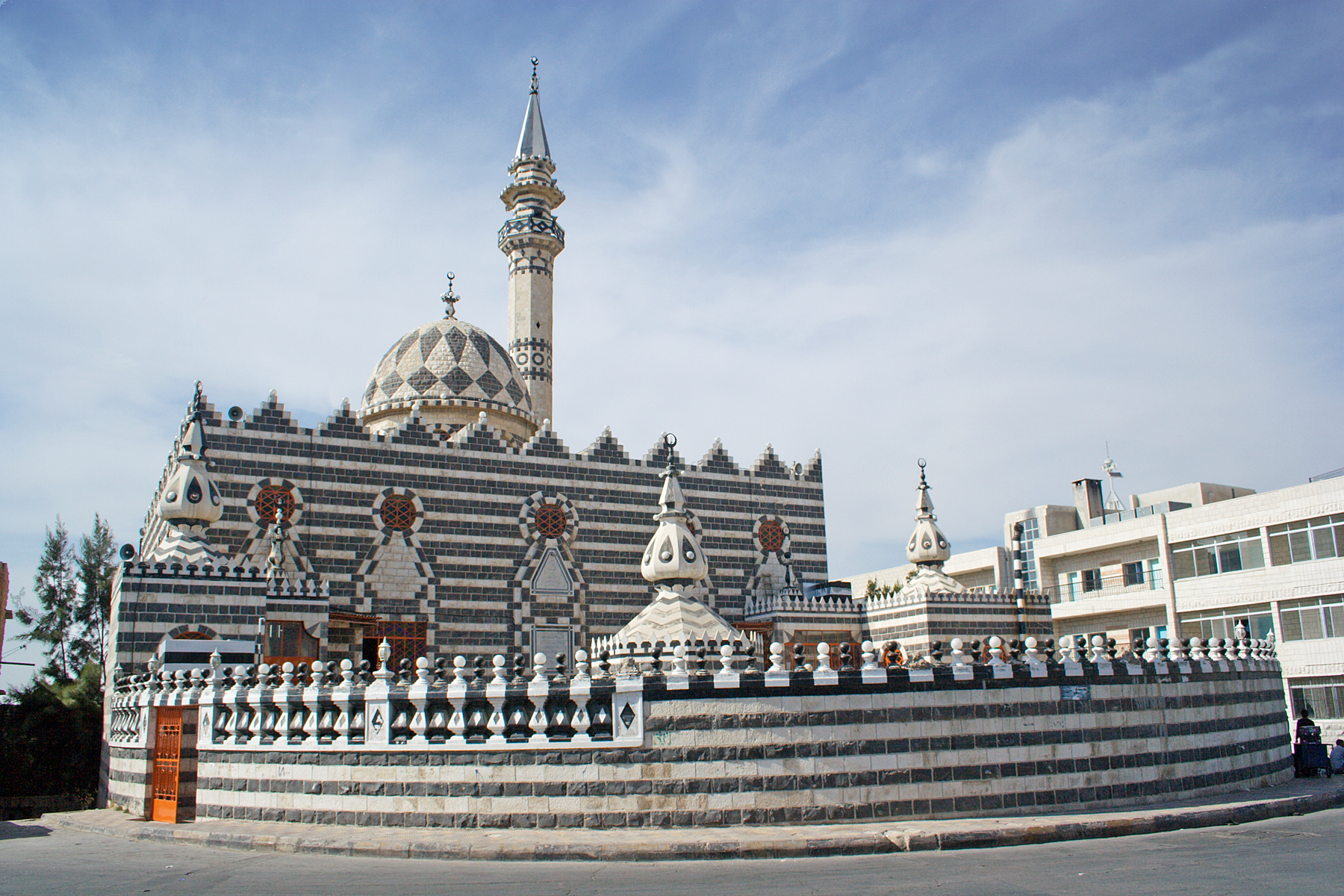
تم بناء مسجد أبو درويش في عام 1961 من قبل الجالية الشركسية التي جاءت لتستقر في عمان.

يبلغ عدد سكان المملكة الأردنية الهاشمية 10,053,000 نسمة (2017)، وتبلغ نسبة المسلمين 93% ويبلغ عددهم 9,751,410 نسمة حيث يشكلون الغالبية العظمى من تعداد السكان في الأردن، بينما يبلغ نسبه المسيحين 7% للمسيحيين وغيرهم ويبلغ عددهم 450.000 ألف نسمة.

## نبذة تاريخية
تُعد الأردن من أقدم المناطق التي وصلها الإسلام؛ إذ وصل الإسلام الأراضي الأردنية منذ المرحلة النبوية في السنة الثامنة والتاسعة من الهجرة، إذ صُولحَ آنذاك كلٌّ من أهل أذرح وجرباء وأيلة (العقبة حالياً) وكُتب لهم كتابٌ بذلك. كما أن الأردن كذلك من المناطق القليلة جداً خارج شبه الجزيرة العربية التي كان منها صحابة؛ فمنها الصحابي سيمويه البلقاوي، كما سكنها عدد آخر منهم مثل عبد الله بن حوالة الأزدي، وتحوي الأردن إضافةً لذلك قبور عدد كبير من الصحابة منهم صحابة كبار مثل أبي عبيدة ومعاذ بن جبل وغيرهما. والأردن هي جزءٌ من بلاد الشام التي يُنظر لها نظرةً مميزة في الإسلام، كما قد ذُكرت بعض المناطق في الأردن في الحديث النبوي الذي يصف كبر الحوض النبوي يوم القيامة مثل عمان والبلقاء.
انتشر الإسلام في بلاد الشام في القرن السابع للميلاد، وكانت أرض الأردن أولى مناطق الشام التي فتحها المسلمون، وخاضوا على أرضه معارك مصيرية مع الروم البيزنطيين، كمعركة مؤتة ومعركة اليرموك، والتي أدت في نهاية المطاف لفتح بلاد الشام جميعها في عهد عمر بن الخطاب في عام 17 هـ - 638 م، ومن ثم مصر. وانتشار الدين الإسلامي على رقعة كبيرة من آسيا وأفريقيا وجزء من أوروبا لاحقا في العهد الأموي والعباسي.

## علماء الدين الإسلامي
أخرجت منطقة الأردن عبر تاريخها الإسلامي عدداً من علماء الشريعة الإسلامية، ومن أبرزهم:
- الإمام العجلوني عالم الحديث النبوي، تُوفي عام 1162 هـ.
- الإمام أحمد بن موسى الزرعي الحبراصي، من حبراص.
- الشيخ محمد بن يحيى الشيخ نجم الدين الأيدوني الشافعي من أيدون، وقد توفي عام 985 هـ
- الشيخ أحمد بن يحيى محيي الدين الأيدوني الشافعي مقرئ القرآن الكريم، توفي عام 978 هـ.
- الشيخ أحمد بن أحمد بن محمد تقي الدين الأيدوني، توفي عام 998 هـ.
- الشيخ أحمد بن راشد بن طرخان الملكاوي، من ملكا، وقد تُوفي عام 803 هـ.

## المسلمون في الأردن
حسب النسبة يشكل المسلمون الغالبية العظمى في المملكة الأردنية الهاشمية، وأعدادهم في تزايد نسبي فسجل عام 2008 أعلى حالات دخول واعتناق للإسلام في الأردن تلاه العام 2007، وتشير المصادر إلى تزايد أعداد الداخلين في الإسلام خلال الأعوام (2004 - 2008)، وبلغ عددهم في عام 2008 (602) شخصاً، وفي عام 2007 (484) شخصاً، في حين لم تتجاوز أعدادهم الـ (396) شخصاً لعام 2004، و(454) شخصاً في عام 2005، و(484) شخصاً مشهراً إسلامه في عام 2006، ليصل مجموعهم خلال السنوات الخمسة المذكورة إلى 2480 شخصاً.
ووفقاً لهذه الإحصائيات فالأردن سجل رقماً قياسياً في عدد المساجد فأعلنت وزارة الأوقاف الأردنية بأن الأردن قد تقدم على دول عربية وإسلامية في عدد المساجد الموجودة فيه وحسب الاحصائية فقد وصل عددها إلى 6243 مسجداً إضافة إلى وجود 772 مسجداً تحت الإنشاء فيما يناهز عدد الواعظين والمرشدين فيها من الائمة إلى 2002 امام وهو رقم قابل للزيادة مع تزايد عدد المساجد في الأردن.
وقد بلغ مؤخراً عدد الحجاج الأردنيين حسب النسبة (1000) مواطن من كل مليون، ويوجد حركات إسلامية في الأردن منها جماعة الإخوان المسلمين وحزب التحرير.

## أهم المساجد في الأردن

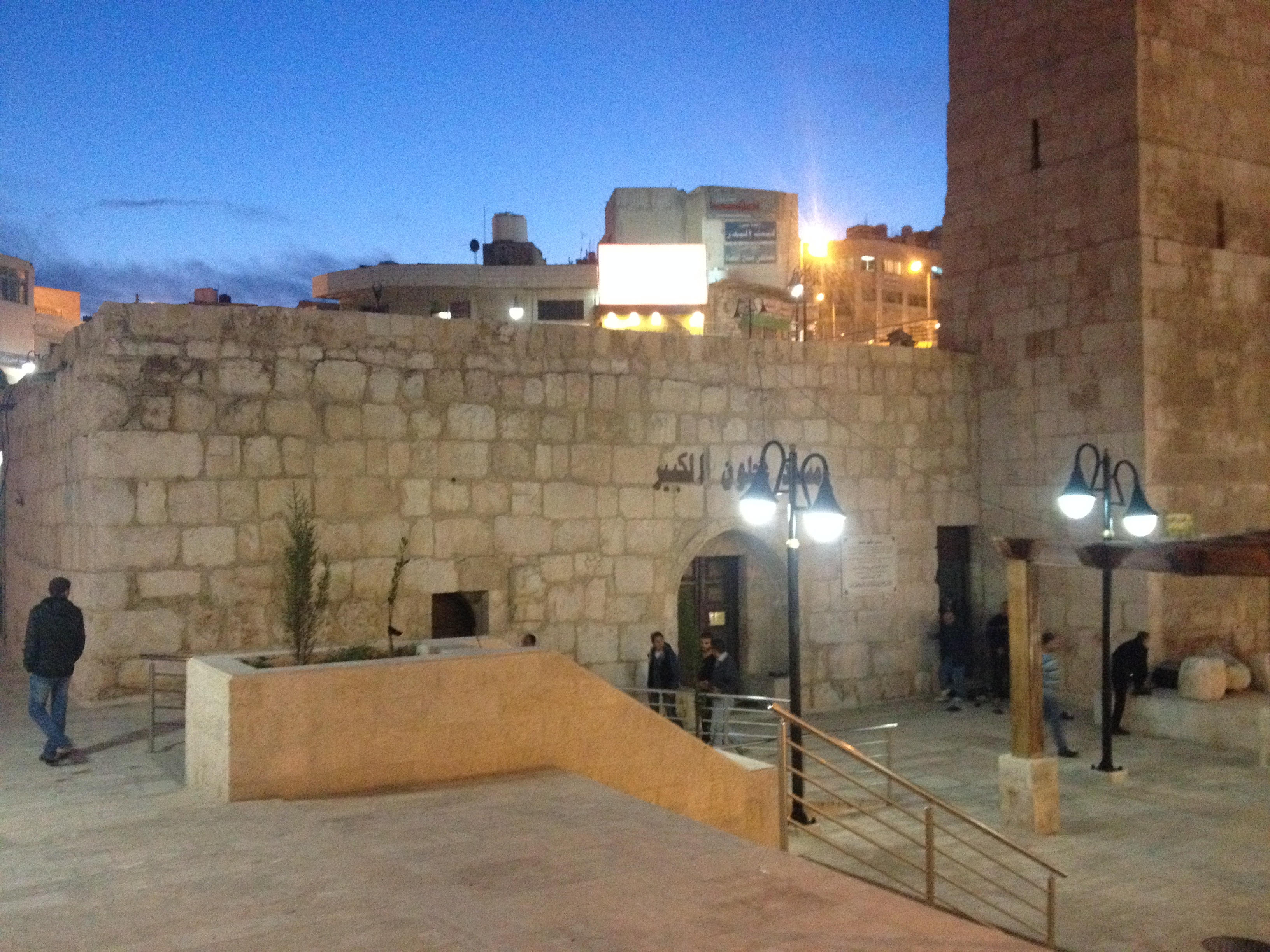
مسجد عجلون الكبير

مسجد عجلون الكبير بُني عام 645 هـ في زمن الملك الصالح نجم الدين أيوب.

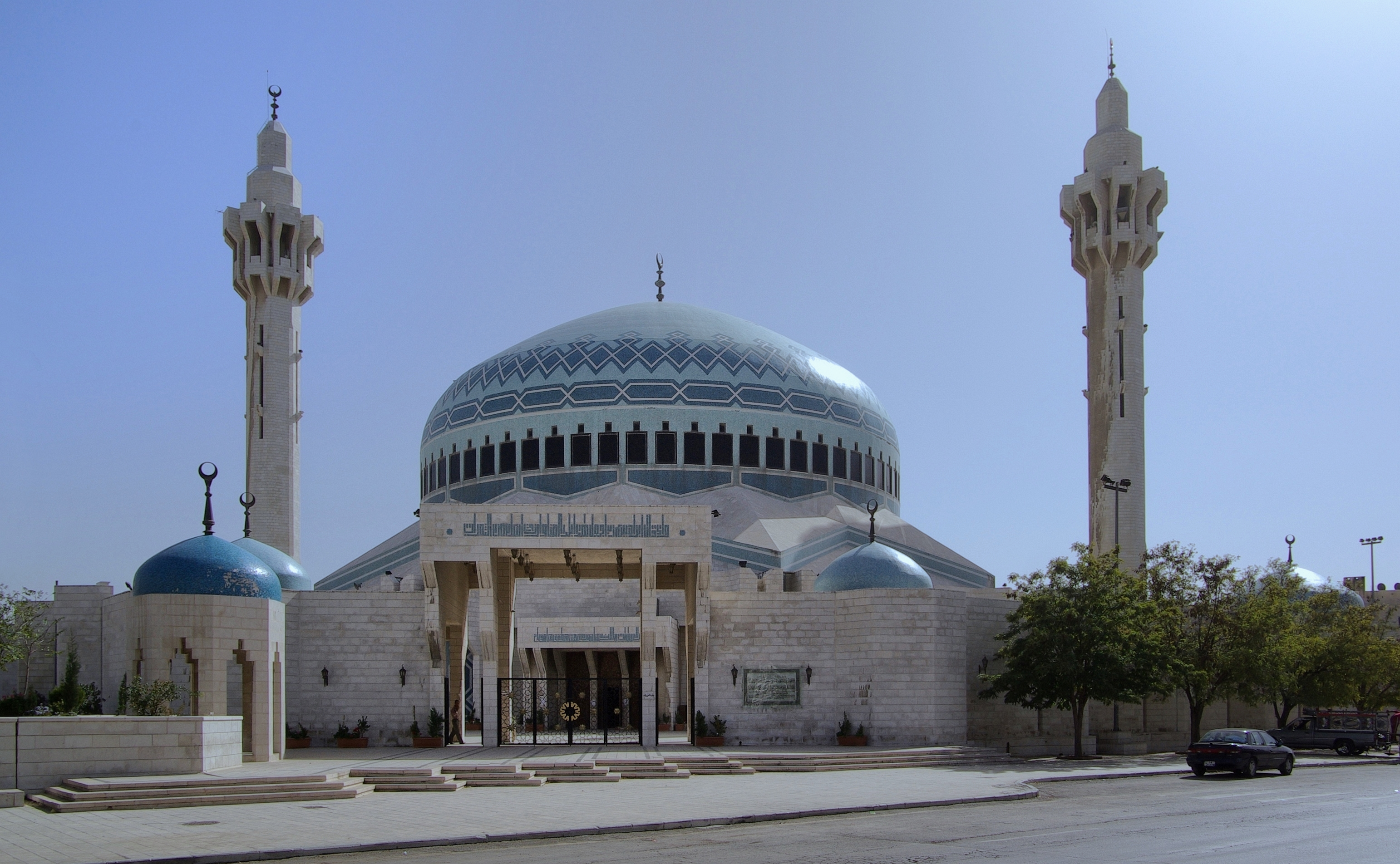
مسجد الملك عبد الله الأول (المؤسس)

مسجد الملك عبد الله الأول، من معالم العاصمة الأردنية عمان. له شكل بارز. يقع المسجد في منطقة العبدلي بالقرب من وسط البلد. وتجاوره العديد من المساجد والكنائس الكبيرة في المدينة. بني هذا الصرح ليتسع ل3000 مصلي في العقد الثامن من القرن العشرين تخليدا للملك عبد الله الأول. يقع المسجد ضمن الخطة التطويرية لمشروع العبدلي الذي سيجعل من منطقة العبدلي قلب العاصمة الجديد.

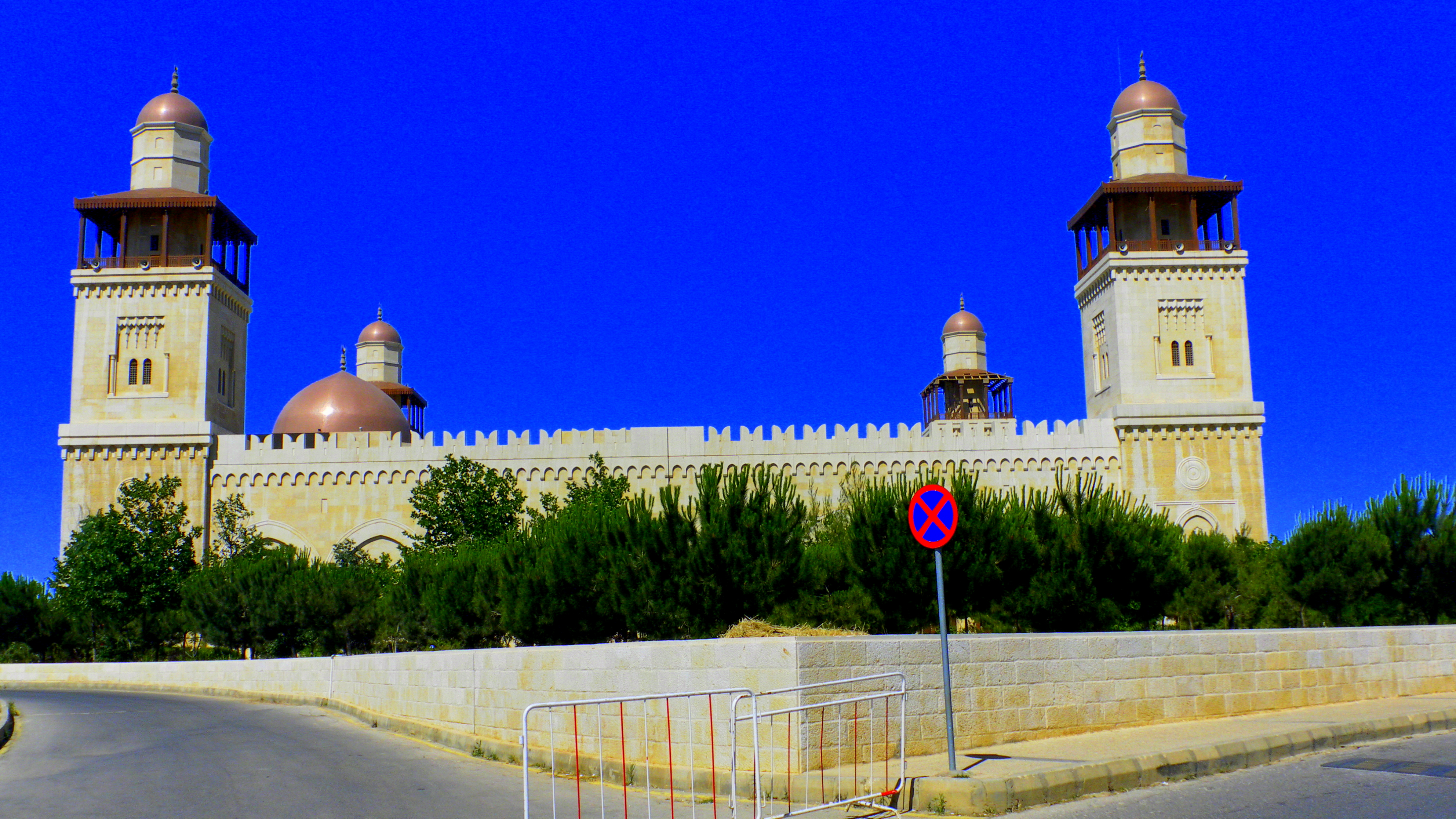
مسجد الملك حسين

مسجد الملك حسين، أكبر مساجد الأردن وأحدثها. بني في عهد الملك عبد الله الثاني في عمّان بمنطقة دابوق التابعة لعمان الغربية. يقع المسجد على ارتفاع 1013 م عن سطح البحر ويمكن الذهاب إليه عن طريق دخول حدائق الملك حسين في شارع الملك عبد الله الثاني بالقرب من مدينة الحسين الطبية ثم سلوك الطرقات في الحديقة حتى الوصول إليه، وهو مسجد حديث البناء بني في أواخر عام 2005 م. يقع في مكان استراتيجي مطل على عمّان وعلى جبال وادي السير حيث يُرى من أغلب مناطق عمّان، ويتميز بشكله المربع ومآذنه الأربعة وأرضيته الرخامية.
المسجد الحسيني، هو أقدم وأكبر مساجد العاصمة الأردنية عمّان، أسسها الأمير عبد الله الأول بن الحسين سنة 1923 م؛ وسمّي بهذا الاسم نسبةً إلى الشريف حسين بن علي (قائد الثورة العربية الكبرى في الجزيرة العربية وبلاد الشام)، يبلغ طول المسجد الحسيني 58.5 متراً وعرضه 12.5 متراً، وله رواق أمامي ورواقان جانبيان وفي الوسط ساحة سماوية ومئذنتان ترتفع اليمنى 70 متراً واليسرى 35 متراً.
مسجد أبو درويش، من أقدم مساجد العاصمة عمان واجملها. يحمل هذا المسجد طرازا دمشقيا قديما في الزخرفة والشكل الخارجي ويستخدم لونين من الحجارة في بنائه الأبيض والأسود. بني على موقع بارز من جبل الأشرفية التابعة لعمان الشرقية. يمكن رؤيته من كل مناطق العاصمة. وقد بناه رجل شركسي اسمه الحاج حسن مصطفى شركس ولقبه (أبو درويش) من سكان عمان وعرف باسمه منذ ذلك الحين.